# Difusionismo
Na antropologia cultural e na geografia cultural, a difusão cultural ou difusionismo, conforme conceituada por Leo Frobenius em sua publicação Der westafrikanische Kulturkreis, de 1897/98, é a disseminação de itens culturais – como ideias, estilos, religiões, tecnologias, idiomas – entre indivíduos, seja dentro de um cultura única ou de uma cultura para outra. É diferente da difusão de inovações dentro de uma cultura específica. Exemplos de difusão incluem a propagação da carro de guerra e fundição de ferro nos tempos antigos e o uso de automóveis e ternos ocidentais no século XX.

## Hiperdifusionismo
Os hiperdifusionistas negam que a evolução paralela ou invenção independente tenha ocorrido em grande extensão ao longo da história; eles afirmam que todas as grandes invenções e todas as culturas podem ser rastreadas até uma única cultura.
As primeiras teorias do hiperdifusionismo podem ser atribuídas a ideias sobre a América do Sul ser a origem da humanidade. Antonio de León Pinelo, um espanhol que se estabeleceu na Bolívia, afirmou em seu livro Paraíso en el Nuevo Mundo que o Jardim do Éden e a criação do homem ocorreram na atual Bolívia e que o resto do mundo foi povoado por migrações de lá. Ideias semelhantes também foram sustentadas por Emeterio Villamil de Rada; em seu livro La Lengua de Adán ele tentou provar que o aimará era a língua original da humanidade e que a humanidade se originou em Sorata nos Andes bolivianos. A primeira defesa científica da humanidade originária da América do Sul veio do paleontólogo argentino Florentino Ameghino em 1880, que publicou suas pesquisas em La antigüedad del hombre en el Plata.
O trabalho de Grafton Elliot Smith fomentou um renascimento do hiperdifusionismo em 1911; ele afirmou que o conhecimento da produção de cobre se espalhou do Egito para o resto do mundo junto com a cultura megalítica. Smith afirmou que todas as principais invenções foram feitas pelos antigos egípcios e foram levadas para o resto do mundo por migrantes e viajantes. Suas opiniões ficaram conhecidas como "hiperdifusão egiptocêntrica". William James Perry elaborou a hipótese de Smith usando dados etnográficos. Outro hiperdifusionista foi o Lorde Raglan; em seu livro Como Surgiu a Civilização (1939), ele escreveu que, em vez do Egito, toda a cultura e civilização vieram da Mesopotâmia.

## Europa medieval
A teoria da difusão foi avançada como uma explicação para o "milagre europeu", a adoção da inovação tecnológica na Europa medieval que no século XIX culminou na conquista tecnológica europeia superando o mundo islâmico e a China. As importações tecnológicas para a Europa medieval incluem pólvora, mecanismos de relógio, construção naval, papel e o moinho de vento; no entanto, em cada um desses casos, os europeus não apenas adotaram as tecnologias, mas melhoraram a escala de fabricação, a tecnologia inerente e as aplicações a um ponto claramente superior à evolução da invenção original em seu país de origem.
Há também alguns historiadores que questionam se a Europa realmente deve o desenvolvimento de invenções como a pólvora, a bússola, o moinho de vento ou a impressão aos chineses ou a outras culturas.
No entanto, o historiador Peter Frankopan argumenta que as influências, particularmente o comércio, através do Oriente Médio e Ásia Central para a China através das estradas da seda foram negligenciadas nas histórias tradicionais da "ascensão do Ocidente". Ele argumenta que o Renascimento foi financiado com o comércio com o Oriente (devido ao desaparecimento de Bizâncio nas mãos de Veneza e da 4.ª Cruzada), e que o comércio permitiu que ideias e tecnologia fossem compartilhadas com a Europa. Mas as constantes guerras e rivalidades na Europa significavam que havia uma pressão evolutiva extrema para desenvolver essas ideias para vantagem militar e econômica, e uma necessidade desesperada de usá-las em expansão.

## Disputas
Embora o conceito de difusão seja bem aceito em geral, as conjecturas sobre a existência ou a extensão da difusão em alguns contextos específicos têm sido muito discutidas. Um exemplo dessas disputas é a proposta de Thor Heyerdahl de que as semelhanças entre a cultura da Polinésia e as civilizações pré-colombianas dos Andes se devem à difusão destas para as primeiras – uma teoria que atualmente tem poucos adeptos entre os antropólogos profissionais.